# حب الثلج الغربي
حب الثلج الغربي (الاسم العلمي:Symphoricarpos occidentalis) هو نوع من النباتات يتبع جنس حب الثلج من الفصيلة المعزية الورق.